# Mike Schmidt (Eishockeyspieler)
Mike Schmidt (* 23. Mai 1961 in Palmerston, Ontario) ist ein ehemaliger deutsch-kanadischer Eishockeyspieler (Verteidiger) und war zwischen 2010 und 2013 Co-Trainer der Adler Mannheim.

## Spielerkarriere
Seine erste Station als Spieler in Deutschland war für den Deutsch-Kanadier Schmidt der Hamburger SV. Im Februar 1979 wurde er erstmals in die deutsche Juniorennationalmannschaft berufen. Von Hamburg wechselte Schmidt mit 19 Jahren zum Berliner SC für die Saison 1980/81. In Berlin spielte er zwei Jahre. Der BSC jedoch zog aufgrund einer Insolvenz seine Mannschaft aus der Eishockey-Bundesliga zurück. Schmidt wechselte daraufhin für zwei Jahre zum Mannheimer ERC, bei dem bereits eine Reihe anderer aus Übersee geholter Kanadier mit deutschen Vorfahren wie Harold Kreis, Roy Roedger und Manfred 'Mannix' Wolf spielten. Die sich nach sportlich mageren Jahren in den frühen 80er Jahren stabilisierende Düsseldorfer EG sicherte sich Schmidts Dienste zur Saison 1984/85. Schmidt blieb neun Jahre bei dem Verein, der durch weitere Spielerverpflichtungen wie dem im selben Jahr verpflichteten Stürmer Chris Valentine, den Verteidigern Ulrich Hiemer, Andreas Niederberger und Rick Amann, sowie seinen früheren Mannheimer Mannschaftskollegen Roedger und Wolf und einige Jahre später Gerd Truntschka und Dieter Hegen nun an die Tür zur Deutschen Meisterschaft anklopfte. 1990 war es so weit, nach 15-jähriger Pause ging die Meisterschaft wieder nach Düsseldorf. Mit Schmidt gelang es, den Titel dreimal zu verteidigen.
Ein Angebot des EC Hedos München ließ ihn jedoch seine Zelte bei der DEG abbrechen und in München anheuern. Hier traf er auf seine ehemaligen DEG-Kollegen Hegen und Truntschka. Sofort in seiner ersten Saison bei Hedos wurde er erneut deutscher Meister. Seine zweite Saison bei dem sich nun zwischenzeitlich in Maddogs München umbenannten Verein währte nicht lange, der Verein ging frühzeitig in Konkurs. Die Spieler verteilten sich überwiegend auf andere Vereine der Liga, Mike Schmidt ging nach Köln zum Kölner EC, die Bedarf auf der Verteidigerposition hatten. Auch hier gelang es ihm, mit seiner Mannschaft Deutscher Meister zu werden, insgesamt nun zum sechsten Mal in Serie, was mit Ausnahme diverser Spieler des EV Füssen in den 1950er und des Berliner Schlittschuhclubs in den 1920er und 1930er Jahren (unter anderem Gustav Jaenecke) nie einem Spieler gelang. Zur Saison 1995/96 ließ er seine Karriere beim SC Riessersee ausklingen.

## Trainerkarriere
Nach seiner Spielerkarriere wandte sich Schmidt dem Traineramt zu. Seine erste Station waren die Nürnberg Ice Tigers, bei denen er ab Beginn der Saison 2000/01 für zwei Jahre als Assistenztrainer von Bob Murdoch fungierte. Nach Murdochs Entlassung rückte er erstmals auf die Position eines Cheftrainers vor, konnte aber trotz einer erfolgreichen Saison die Vereinsführung nicht überzeugen, mit ihm weiterzuarbeiten. Seine nächste Station wurden die Hamburg Freezers, hier nun wieder als Assistent des langjährigen NHL-Trainers Dave King. Aber auch King wurde entlassen, so dass Schmidt wieder die Haupttrainerfunktion innehatte.
Zwar schieden die Freezers erneut im Viertelfinale der Play-offs aus, konnten aber in den sechs Spielen gegen die Mannschaft der DEG Metro Stars, die auch schlussendlich ins Finale einziehen konnte, spielerisch überzeugen, so dass Schmidt mit einem Vertrag als Trainer auch für die Saison 2006/07 ausgestattet wurde. Dort wurde er am 25. November 2006 vorzeitig entlassen und durch Bill Stewart (Mannheim/Krefeld) ersetzt. Noch während der gleichen Saison wechselte er aufgrund der Erkrankung von Ron Kennedy als Co-Trainer in den Trainerstab des ERC Ingolstadt.
Ab der Saison 2007/08 arbeitete Schmidt als Co-Trainer bei seinem langjährigen Club, den DEG Metro Stars, zunächst als Assistent unter dem Cheftrainer Slavomír Lener. Nach enttäuschender Leistung wurde dieser aber noch während der laufenden Saison entlassen. Schmidt führte sein Amt allerdings auch in den zwei nachfolgenden Jahren, mit dem neuen Cheftrainer Harold Kreis, weiter.
Zu Beginn der Saison 2010/11 wechselte das Trainerduo zu den Adler Mannheim. Während der laufenden Saison 2013/14 trennten sich die Adler Mannheim und Harold Kreis am 31. Dezember 2013 nach wiederholten Niederlagen einvernehmlich. In diesem Zusammenhang verließ auch Mike Schmidt die Organisation.

## Erfolge und Auszeichnungen
| - 1990 Deutscher Meister mit der Düsseldorfer EG - 1991 Deutscher Meister mit der Düsseldorfer EG - 1992 Deutscher Meister mit der Düsseldorfer EG | - 1993 Deutscher Meister mit der Düsseldorfer EG - 1994 Deutscher Meister mit dem EC Hedos München - 1995 Deutscher Meister mit den Kölner Haien |

## Karrieredaten Spieler (inkl. Play-Offs)
- Berliner SC (Bundesliga) 1980 bis 1982 - 91 Spiele - 14 Tore - 18 Assists - 32 Punkte - 171 Strafminuten
- Mannheimer ERC (Bundesliga) 1982 bis 1984 - 80 Spiele - 9 Tore - 37 Assists - 46 Punkte - 152 Strafminuten
- Düsseldorfer EG (Bundesliga) 1984 bis 1993 - 405 Spiele - 63 Tore - 288 Assists - 351 Punkte - 571 Strafminuten
- Hedos/MadDogs München (Bundesliga/DEL) 1993 bis 1995 - 71 Spiele - 7 Tore - 40 Assists  - 47 Punkte - 80 Strafminuten
- Kölner Haie (DEL) 1995 - 32 Spiele - 2 Tore - 20 Assists - 22 Punkte - 44 Strafminuten
- SC Riessersee (DEL) 1996 - 35 Spiele - 3 Tore - 8 Assists - 11 Punkte - 60 Strafminuten